# Guy Porter
Pour les articles homonymes, voir Porter.
Pas d'image ? Cliquez ici

a Compétitions nationales et continentales officielles uniquement.

b Matchs officiels uniquement.
Dernière mise à jour le 27 juillet 2024.
Guy Porter, né le 23 janvier 1997 à Londres (Angleterre), est un joueur international anglais de rugby à XV jouant au poste de centre.
Il commence sa carrière en Australie, pays où il grandit, avant de rentrer dans son pays natal et de rejoindre les Leicester Tigers en 2020, avec qui il remporte le Championnat d'Angleterre en 2022. De 2022 à 2023, il est également international anglais. En 2024, il prend sa retraite sportive à seulement vingt-sept ans.

## Biographie

### Jeunesse et formation
Guy Porter naît le 23 janvier 1997 à Kensington, un quartier de Londres. Il commence à jouer au rugby à XV au Rosslyn Park FC, avant de déménager en Australie à l'âge de sept ans. Il est passé par l'équipe des moins de 20 ans des Waratahs.
Il a étudié le droit à l'université de Sydney.

### Début de carrière en Australie (2015-2020)
En 2015, Guy Porter commence sa carrière avec les Sydney Stars en National Rugby Championship (NRC). Bien qu'il n'y joue que deux matchs, il impressionne au point d'être recruté par le Sydney University FC en 2017, avec qui il remporte le Shute Shield à deux reprises en 2018 et 2019. Durant sa dernière année au club, il est le capitaine de l'équipe. Il joue notamment aux côtés de Harry Potter, son futur coéquipier à Leicester.
En 2018, il joue également deux rencontres avec les Sydney Rays en NRC. Il fait partie de l'effectif la saison passée également mais n'a pas joué.
Après de très bonnes performances, il rejoint les Brumbies, en septembre 2019, pour la saison 2020 de Super Rugby et signe son premier contrat professionnel,. Il ne joue cependant aucun match dans la compétition à cause de la pandémie de Covid-19 qui met fin prématurément à la saison.

### Retour en Angleterre à Leicester, international anglais puis retraite précoce (2020-2024)
Guy Porter fait son retour en Angleterre, en 2020, lorsqu'il s'engage avec les Leicester Tigers,. Il arrive pour compenser les départs de Manu Tuilagi et Kyle Eastmond. Il fait ses débuts avec sa nouvelle équipe le 22 août 2020, lors de la quinzième journée de Premiership de la saison 2019-2020, contre Bath Rugby. Il est titulaire au centre mais les siens perdent 16-38.
Il joue ensuite treize matchs toutes compétitions confondues, marquant deux essais durant la saison 2020-2021. Cette saison, son club atteint la finale du Challenge européen et affronte le Montpellier HR. Pour cette rencontre, il est titulaire à l'aile mais ne joue que dix-neuf minutes, à cause d'un KO. Son équipe est finalement battue 17-18,.
Durant la saison 2021-2022, Guy Porter gagne beaucoup de temps de jeu et joue vingt-quatre matchs, dont vingt titularisations et marque neuf essais. Leicester est éliminé en quart de finale de la Coupe d'Europe par les Irlandais du Leinster. Cependant en championnat, le club se qualifie jusqu'en finale où il affronte les Saracens. Pour cette rencontre, Porter est titulaire au centre aux côtés de Matías Moroni. Son équipe s'impose en toute fin de match grâce à un drop de Freddie Burns. À l'issue de cette saison, il est sélectionné pour la première fois en équipe d'Angleterre, par Eddie Jones, pour la tournée d'été anglaise en Australie,. Il est sur le banc pour le premier match contre l'Australie, mais n'entre pas en jeu. Une semaine plus tard, il connaît sa première cape avec le XV de la Rose contre les Wallabies lorsqu'il est titulaire au centre avec Owen Farrell dans une victoire 17-25. Il est également titularisé pour la troisième rencontre de la tournée, une victoire 17-21.
Puis, en début de saison 2022-2023, il est de nouveau sélectionné en équipe nationale et participe à trois tests internationaux d'automne 2022. Il est titulaire et marque deux essais dans une victoire 52-13 face au Japon. Ensuite, en raison d'une blessure, il n'est pas retenu pour le Tournoi des Six Nations 2023. Cependant, il est finalement appelé en cours de compétition pour remplacer Dan Kelly, blessé. Après cette saison, il est sélectionné avec le XV de la Rose par Steve Borthwick dans un groupe de 41 joueurs pour les matchs de préparation à la Coupe du monde 2023,. Il joue un match de préparation face au pays de Galles, puis n'est pas retenu dans le groupe final pour participer au Mondial,.
En novembre 2023, il subit une sévère blessure et ne rejoue pas de la saison. Étant en fin de contrat avec les Leicester Tigers, en juillet 2024, il annonce prendre sa retraite sportive à seulement vingt-sept ans.

## Statistiques en équipe nationale
Guy Porter compte cinq sélections en équipe d'Angleterre, pour deux essais marqués, soit dix points.
| Année | Compétition | Matchs | Points | Essais |
| ----- | ----------- | ------ | ------ | ------ |
| 2022  | Test matchs | 4      | 10     | 2      |
| 2023  | Test matchs | 1      | -      | -      |
| Total | Total       | 5      | 10     | 2      |

| Numéro | Date             | Lieu                | Adversaire | Compétition | Résultat | Score |
| ------ | ---------------- | ------------------- | ---------- | ----------- | -------- | ----- |
| 1      | 12 novembre 2022 | Twickenham, Londres | Japon      | Test match  | Victoire | 52-13 |
| 2      | 12 novembre 2022 | Twickenham, Londres | Japon      | Test match  | Victoire | 52-13 |

## Palmarès
- Sydney University FC
  - Vainqueur du Shute Shield en 2018 et 2019

- Leicester Tigers
  - Finaliste du Challenge européen en 2021
  - Vainqueur du Championnat d'Angleterre en 2022